# Boerhavia glabrata
Boerhavia glabrata är en underblomsväxtart som beskrevs av Carl Ludwig von Blume. Boerhavia glabrata ingår i släktet Boerhavia och familjen underblomsväxter. Inga underarter finns listade i Catalogue of Life.